# Zbaraski-Palais

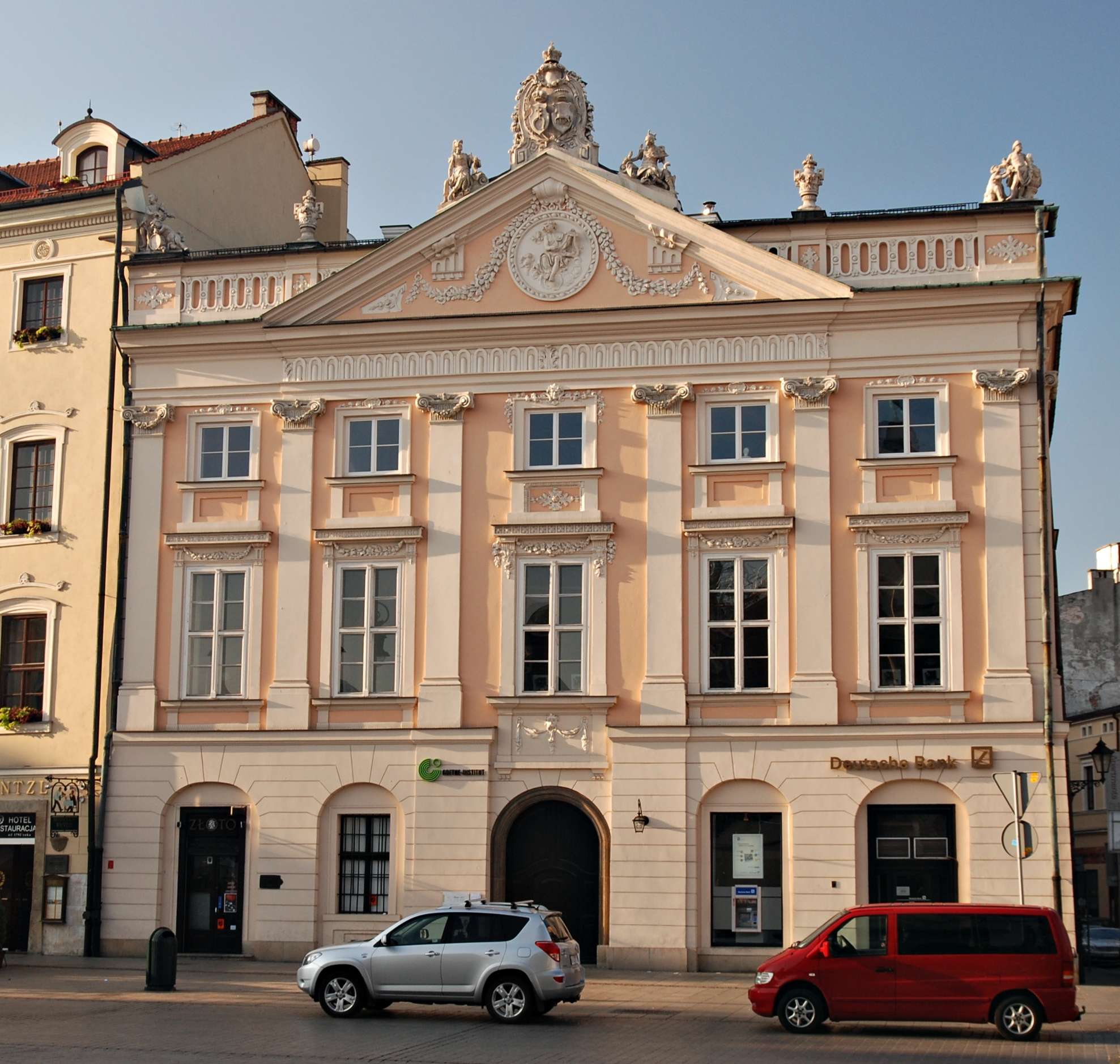
Blick vom Hauptmarkt auf den Zbaraski-Palais

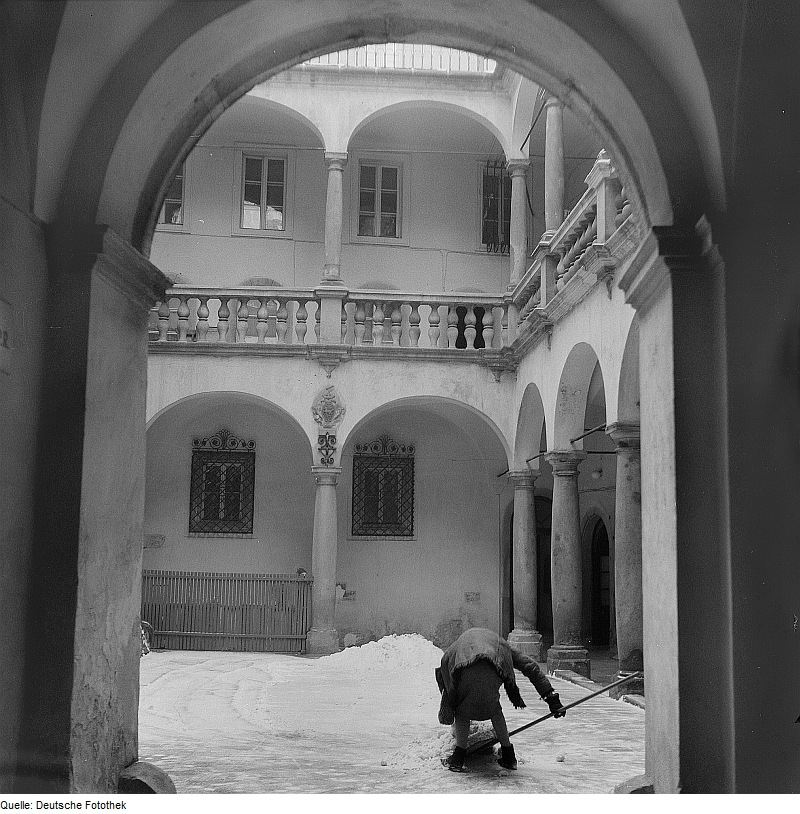
Innenhof in den 1960er Jahren

Das Zbaraski-Palais (polnisch Zbaraskich auch Pałac Potockich) in Krakau (Woiwodschaft Kleinpolen) ist ein Palais, das 1540 für die Adelsfamilie Firlej erbaut wurde.

## Lage und Beschreibung
Das Gebäude liegt in der Krakauer Altstadt am südwestlichen Rand des Hauptmarkts.

## Geschichte
Das Gebäude anstelle mehrerer gotischer Häuser aus dem 14. Jahrhundert im Jahr 1540 zu einem Renaissance-Palais für die Firlej ausgebaut. Die nächsten Eigentümer waren die Zbaraski. Jerzy Zbaraski gab dem Palais im 17. Jahrhundert durch den Architekten Heinrich van Peene aus Flandern eine barocke Form. Eliasz Wodzicki ließ das Palais von 1778 bis 1783 durch Jan Ferdynand Nax im Stil des Klassizismus umbauen. Später wechselten die Eigentümer häufig, hier wohnten die Wiśniowiecki, die Jabłonowski, die Radziwiłł und die Potocki. Letzte ließen die Innenräume von Karol Zaremba im ausgehenden 19. Jahrhundert modernisieren, später auch von Ludwik Wojtyczko und Kazimierz Wyczyński. Heute befindet sich im Palais das Goethe-Institut Krakau.